# Knežja Njiva
Knežja Njiva este o localitate din comuna Loška Dolina, Slovenia, cu o populație de 29 de locuitori.